# EXO
EXO(엑소)는 SM 엔터테인먼트 소속의 대한민국 8인조 보이 그룹이다.
2024년 1월 8일 계약 체결 발표를 통해 완전체가 8인 체제임을 밝혀졌다. 그와 함께 멤버 레이는 비공식적 탈퇴임이 드러났다.
현재 멤버 세훈은 병역을 이행 중이다.

## 개요
데뷔 미니앨범인 《MAMA》는 2012년 4월 8일에 발매되었고, EXO-M의 버전은 출시 하루만에 중국의 음악 차트 정상을 차지했으며, EXO-K의 《MAMA》 뮤직비디오는 유튜브의 글로벌 차트에서 7위를 기록했다.
2012년 데뷔 EP 《MAMA》와 2013년 정규 앨범 《XOXO》는 전 세계적으로 총 150만장의 판매량을 기록, 상업적으로 크게 성공했다. 또한 《XOXO》로 데뷔 이후 단기간에 엠넷 아시안 뮤직 어워드에서 올해의 앨범상을 수상한 음악 그룹이기도 하며, 12년 만에 가장 빠른 속도로 높은 판매량을 기록한 K-POP 아티스트이다. EXO는 100만 판매를 5회 연속으로 달성하여 보이그룹 최초로 "퀸터플 밀리언셀러"라는 기록을 세웠으며, 정규 5집 《DON'T MESS UP MY TEMPO》로 21세기에 데뷔한 가수들 중 최초로 누적 음반 판매량 1000만장을 달성하였다. 또한 각종 시상식에서 대상을 수상하여 경력을 통틀어 5년 연속 대상을 수상하였다.
EXO는 정규 1집의 타이틀곡 《늑대와 미녀》로 첫 음악방송 1위를 달성하였고, 정규 1집 리패키지 앨범 타이틀곡 《으르렁》은 큰 인기를 얻었다. 이후 《중독》, 《CALL ME BABY》, 《LOVE ME LIGHT》, 《Monster》, 《Lucky one》, 《Lotte》, 《Ko Ko Bop》, 《Power》, 《Tempo》, 《Love Shot》, 《Obsession》등 매년 히트곡을 발표하였다. 그 중 《Power》는 2018년 두바이 분수쇼에서 한국 가수의 음악으로는 최초로 선정되었다. 또한 2018년 동계 올림픽 폐막식에서 카이의 독무를 포함한 EXO의 무대가 이루어졌다.

## 활동

### 2012년이전
2011년 1월, SM 엔터테인먼트의 이수만 대표는 3월에서 4월쯤에 신인 보이그룹을 데뷔시키는 계획을 언론에 공개했다. 뒤이어 5월 이수만은 스탠포드 대학교에서 열린 '한류 비즈니스 세미나'에서 프레젠테이션을 통해 새로운 남성 그룹에 대해 한 그룹을 두 개의 유닛 그룹으로 분리하는 자신의 전략을 설명하고, 그들이 한국어와 중국어로 같은 노래를 불러 각각 한국과 중화권에서 앨범을 발표하고 활동한다고 발표했다. 그룹의 이름은 일시적으로 M1과 M2로 불리었고, 전자는 한국인 여섯 명과 후자는 중국인 넷과 한국인 두 명으로 구성되는 것으로 알려졌다.
하지만, 신인 그룹의 멤버 구성이나 변경 등으로 그룹의 데뷔 계획이 연기 되었고, 멤버 및 데뷔 계획이 확정 된 이후에, 비로소 그룹은 공식적인 데뷔를 준비하기 시작했다.
12월에, 그룹의 이름은 태양계 외행성의 Exo-Planet에서 따온 EXO로,  한국에서 활동하는 유닛 그룹은 한국어를 의미하는 Korean에서 이름을 따온 EXO-K와 중화권에서 활동하는 유닛 그룹은 표준 중국어를 의미하는 Mandarin에서 따온 EXO-M으로 이름을 확정하였다. 그리고 카이, 루한, 타오, 세훈, 레이, 시우민, 디오, 수호, 크리스, 첸, 백현, 찬열 순으로 공개가 되었다.

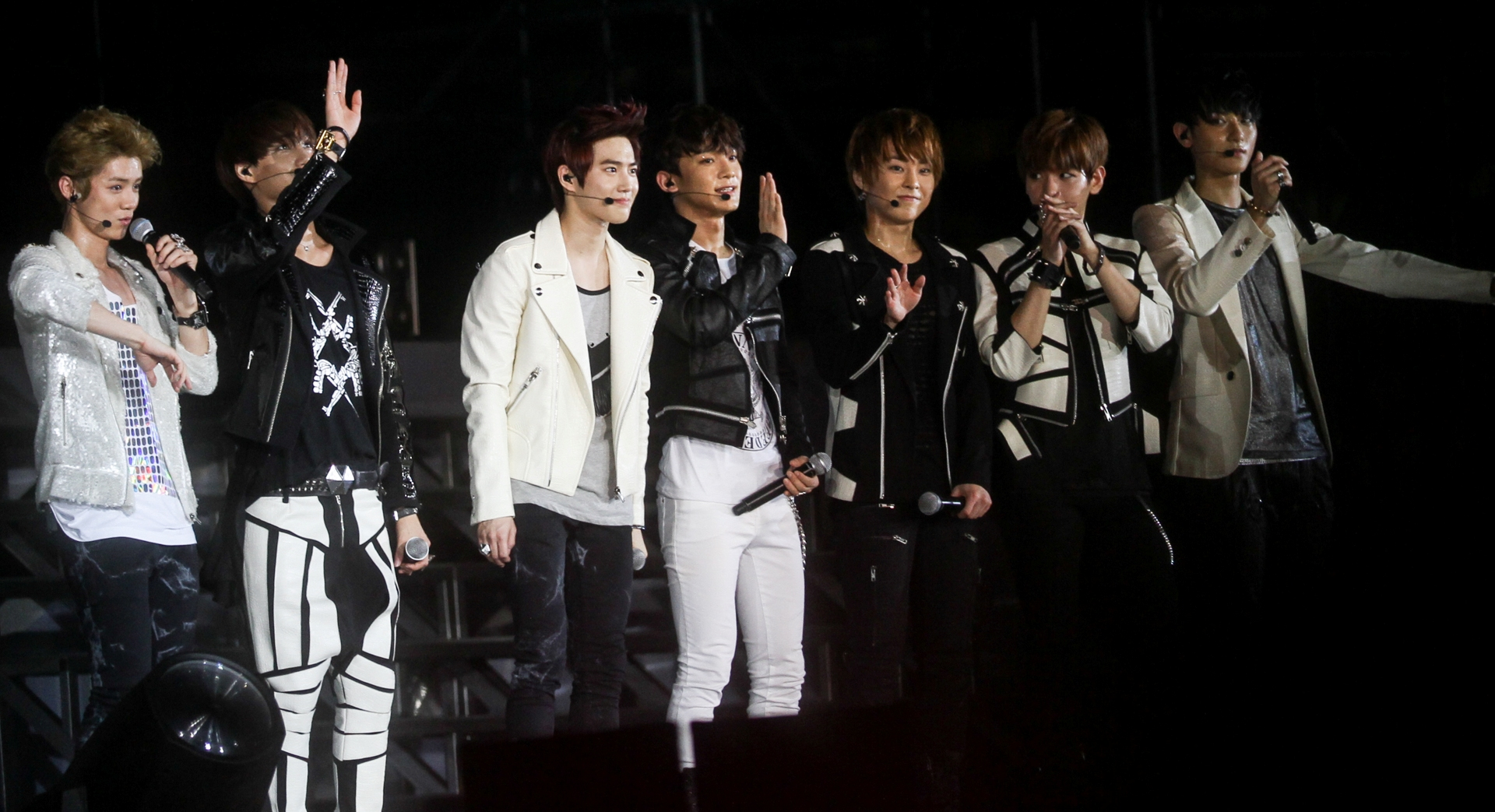
2012년 11월 SM Town Live World Tour III in Singapore에서 EXO

1월 30일, EXO는 첫 번째 프롤로그 싱글 《What Is Love》의 한국어와 중국어 버전 곡이 공개되었고, 이후 3월 9일, 두 번째 프롤로그 싱글 《HISTORY》의 한국어와 중국어 버전 곡이 공개되고, 각 두 팀의 구성원도 공개되었다. 이렇게 총 스물세 편의 티저 영상과 두 개의 프롤로그 싱글을 공개한 EXO의 쇼케이스 소식이 3월 23일 알려졌다.
EXO-K는 3월 31일에 한국 서울 올림픽공원 올림픽홀에서, M은 그 다음 날에 중국 베이징 대외경제무역대학교 대극장에서 쇼케이스를 개최하였는데, 한국 쇼케이스가 열린 3월 31일은 그룹이 처음으로 공개된 지 백 일이 되는 날이었다. EXO는 쇼케이스에서 데뷔 앨범의 타이틀 곡 〈MAMA〉의 무대를 처음으로 선보였다. SM 쇼케이스에는 신인그룹으로는 이례적으로 8천여 명이 관람을 신청하였으며, 이 중 추첨을 통해 3천여 명의 팬들이 초대되었다.
EXO는 4월 8일에 음원 웹사이트에 타이틀 곡 〈MAMA〉를 선공개하고 다음 날인 9일 데뷔 미니앨범 《MAMA》가 발매되면서 정식으로 데뷔하였다. EXO-K는 《SBS 인기가요》에서, M은 제12회 《음악풍운방》시상식에서 각각 첫 무대를 가졌다.
11월, EXO는 엠넷 아시안 뮤직 어워드에서 최우수 뉴 아시안 아티스트 그룹상을 수상하였다. 또한 K는 골든 디스크 어워드에 3개 부분에 후보 지명되어 신인상을 수상하였고, M은 음악풍운방 연도성전에서 최고 인기그룹상을 수상하였다.

### 2013년

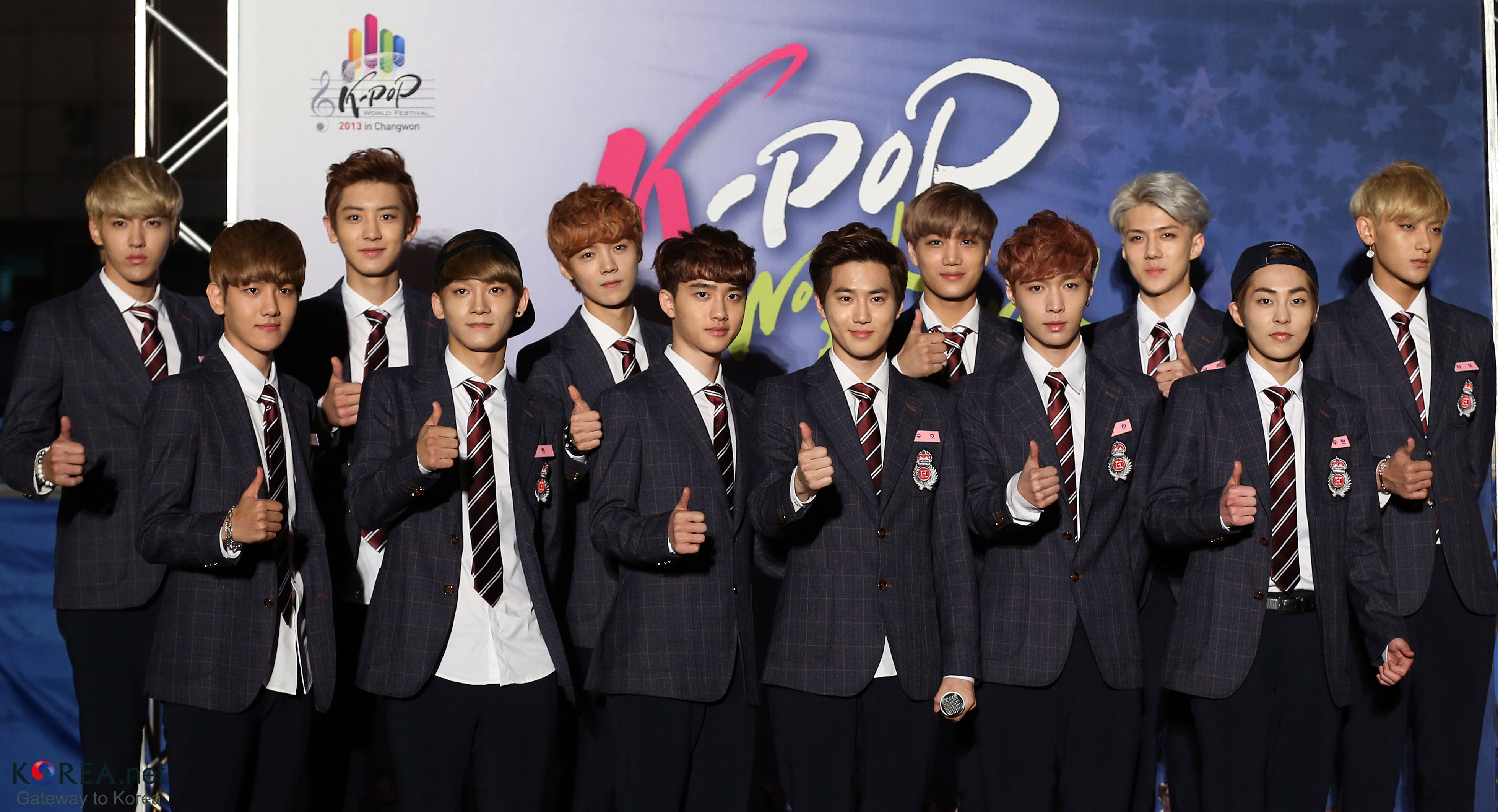
2013 제3회 Korea K-Pop World Festival에서 EXO

5월, SM 엔터테인먼트는 EXO의 컴백 앨범이자, 첫 번째 정규 앨범 《XOXO (KISS＆HUG)》의 티저 사진을 공개했다. K와 M으로 따로 활동을 했던 미니 앨범의 프로모션과는 달리, 12인조 완전체로서의 활동을 발표했다. 하지만 앨범의 타이틀 곡 〈늑대와 미녀(Wolf)〉만을 열두 명 전체가 같이 부르고 한국어 앨범과 중국어 앨범의 수록곡은 K와 M 개별적으로 불렀다.
정규 1집은 한국어 앨범과 중국어 앨범으로 나뉘어 발매되었다. 그들은 정규 1집으로 지난 2012년 데뷔 이래 한국 음악 방송에서 첫 1위를 차지했다.
8월 5일, 정규 1집의 리패키지 앨범이 발매되었다. 타이틀 곡은 〈으르렁〉으로 8월 1일 유튜브에서 뮤직 비디오가 공개되었다. 〈으르렁〉은 한국의 음악 방송에서 3주 연속 1위를 기록해, 14개 이상의 트로피를 차지했다. 정규 1집이 합계 100만장 이상의 앨범 판매량을 기록해 엠넷 아시안 뮤직 어워드에서 밀리언 셀러 올해의 앨범을 수상하였으며, 멜론 뮤직 어워드에서 올해의 노래상을 수상하였다.
EXO는 정규 1집에 이어 겨울 스페셜 앨범 《12월의 기적 (Miracles In December)》을 12월 9일에 발매했다. 타이틀 곡은 멤버 백현, 첸, 디오 세 명이 참여하였으며, 중국어 버전에는 디오 대신 루한이 참여했다. 판매량은 40만 장을 기록했다.
11월 말부터 MBC every1에서 첫 단독 예능 《EXO의 쇼타임》이 방송 되었다. EXO는 2013년 12월 27일 《KBS 가요대축제》에서 올해의 노래상을 수상했고, 다음 해 2014년 1월 16일, 골든 디스크 어워드에서 음반 부분 대상을 수상했다. 2014년 1월 23일, 서울가요대상에서는 3관왕을 차지하며, 다섯 번째로 대상을 수상하였다.

### 2014년

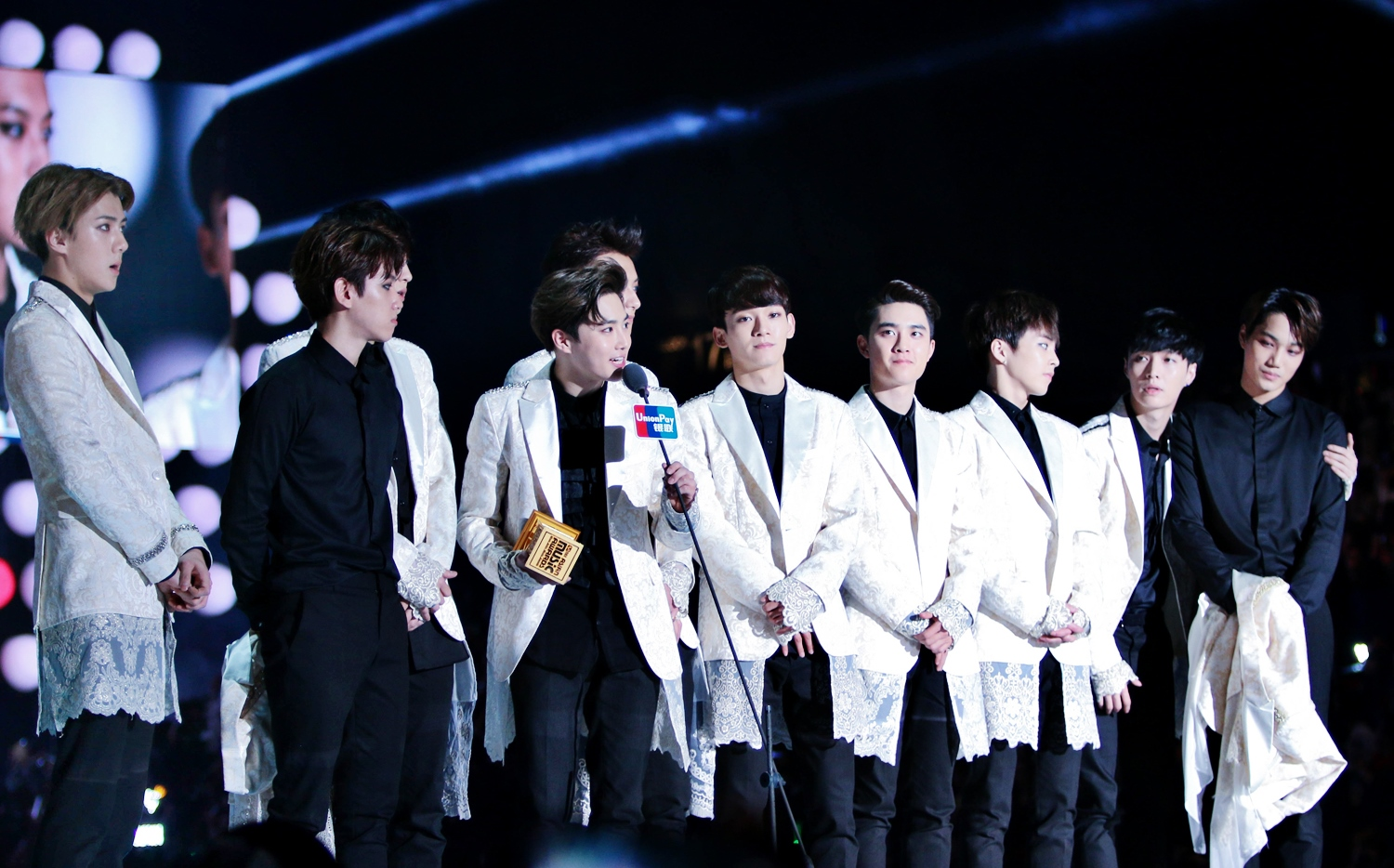
2014년 12월 Mnet Asian Music Awards에서 Exo

3월, SM 엔터테인먼트는 멤버들의 개인 티저 사진을 공개하고 EXO의 컴백을 발표했다. 음반을 발매하기 이전, SM엔터테인먼트는 4월 14일 음악방송 제출용 EXO "중독" 안무영상의 불법 유포 건과 관련해 저작권법 위반(저작권 침해), 부정경쟁방지 및 영업비밀보호에 관한 법률 위반 혐의로 서울중앙지방검찰청에 형사 고소장을 정식 접수했다고 밝혔다.
4월 15일, EXO는 서울 잠실 실내체육관에서 삼성뮤직과 함께하는 컴백 쇼케이스를 갖고 두 번째 미니 앨범의 타이틀 곡 〈중독(Overdose)〉을 공개했다. 또한, 쇼케이스는 삼성뮤직을 통해 온라인으로 실시간 생중계 되었다. K는 애당초 4월 18일 《뮤직 뱅크》에서 컴백 무대를 가질 예정이었지만, 세월호 사건의 여파로 컴백 일정이 갑자기 변경되었다. M은 예정대로 4월 19일 중화권 음악 방송에서 컴백 하였다.
그들의 두 번째 미니앨범 《중독 (Overdose)》은 2014년 5월 7일 발매되었다. 또한 컴백과 동시에 EXO의 컴백부터 활동 모습을 담은 두 번째 예능 방송인 Mnet 《뜨거운 순간 xoxo, EXO》에 출연했다.
5월, M의 중국인 멤버 크리스는 한국에서 활동하면서 문화적 차이, 기획사 시스템 적응과 수익 배분 갈등이 있다는 이유로 서울중앙지방법원에 소속사의 SM 엔터테인먼트를 상대로 자신의 전속계약 무효 소송을 접수했다. 이 사건으로 5월 23일에 서울 올림픽공원 체조경기장에서 열릴 예정이었던 EXO의 첫 번째 단독 콘서트 EXO FROM. EXOPLANET 1 - THE LOST PLANET -에는 크리스가 불참한 가운데 멤버 열한 명만이 무대에 섰고, 성황리에 공연을 마쳤다.
EXO는 이날 서울 공연을 시작으로 베이징, 홍콩, 방콕, 자카르타, 도쿄 등 아시아 주요 도시를 도는 첫 아시아 투어를 시작했다.
8월, EXO가 K-POP 부흥기인 1990년대와 글로벌 정점에 선 2010년대를 연결하는 프로그램으로 지금까지 가요계 정상을 지킨 선배 가수들과 매회 당시의 명곡 등을 새롭게 조명하는 시간을 가진다는 취지로 기획된 프로그램 Mnet 《EXO 90:2014》에 출연하여 총 11화로 마무리하였다.
2014년 8월 5일, EXO의 팬클럽 EXO-L이 결성된다. 팬클럽 이름 EXO-L 은 영어 알파벳에서 K와 M 사이에 있는 L로 선정한 것으로, EXO-K, EXO-L, EXO-M 이 함께 있어야 EXO가 완성되며 EXO-K와 EXO-M이 EXO-L을 사이에 두고 지키겠다는 뜻을 가지고 있으며 EXO-LOVE 라는 뜻도 가지고 있다.
허나 10월에 지난 5월 자신의 전속계약 무효 소송을 접수한 크리스에 이어 5개월 만에 또다른 중국인 멤버 루한이 소속사 측에서 미래의 발전에 대한 비전을 제시하지 못했고, 이어 중국인 멤버 차별 대우와 불합리한 이익 분배, 고강도 스케줄 및 스트레스에 따른 건강 이상을 이유로 소속사의 SM 엔터테인먼트를 상대로 서울중앙지방법원에 전속계약 무효 소송을 제기했다. 중국인 멤버들의 연이은 소송에 SM 엔터테인먼트는 "스타로서 인기를 얻게 되자 개인의 이득을 우선시한 것으로 판단한다. 또한 지난 5월 EXO에서 이탈한 크리스 사건과 같이 소송을 제기할 하등의 이유가 없는 상황에서 동일한 법무법인을 통해 동일한 방법으로 패턴화된 소를 제기한다는 것은 그룹 활동을 통해 스타로서 큰 인기를 얻게 되자 소속사를 포함한 모든 관련 계약 당사자들의 이해 관계를 무시하고 개인의 이득을 우선시해 제기한 소송이다."라고 언급하였고, 이외에도 루한이 건강상 이유 및 그룹 활동보다 중화권 개인 활동에 집중하고 싶다는 의사 표현을 해 향후 활동 계획 등을 논의해 나가는 단계에서 급작스럽게 소송을 제기해 매우 당혹스럽고, 배후 세력도 존재하는 것으로 보인다며 당사는 이러한 상황에 대해 중화권을 포함한 해외 파트너들 및 법률 전문가들과 함께 적극적이고 다각적으로 대응해 나갈 것이며 그룹의 향후 활동은 차질없이 진행될 것이라고 입장을 밝혔다.
EXO는 아시아 투어를 마친 뒤 12월 19일, 모바일 게임 '슈퍼스타 SM TOWN'을 통해 신곡 'December, 2014 (The Winter's Tale)'를 선공개하고 12월 22일, 36곡으로 이루어진 첫 번째 단독 콘서트 앨범을 발매했다. 이 앨범은 12월 한 달간 가장 많이 판매되었다.
1월 16일 Line TV에 태국에서 방영되는 리얼리티를 촬영해, 마지막 3화는 1월 23일 금요일에 방송되었다.

### 2015년
3월 30일, EXO는 두 번째 정규 앨범 《EXODUS》를 발매하였다.
3월 31일, 타이틀곡 'CALL ME BABY'의 뮤직비디오를 공개하였다. 대한민국 가요프로그램에서 18번의 1위를 차지했다.
6월 3일, 두 번째 정규 앨범의 리패키지 앨범 《LOVE ME RIGHT》을 발매하였고 'LOVE ME RIGHT' 뮤직비디오를 공개하였다. 리패키지 앨범에서 중국인 멤버 타오가 녹음과 뮤직 비디오에는 참여하지 않았다.
7월 13일, 타오는 자신의 인스타그램을 통해 "I'm back"(내가 돌아왔다)라는 글과 함께 자신의 솔로 데뷔 앨범 재킷으로 추정되는 사진을 게시 했으며, 해당 솔로 데뷔 앨범 또한 'EXO 타오'가 아닌 솔로 아티스트 'Z.TAO'(黄子韬)로 기재하였다.
7월 23일, 해당 앨범의 신곡이 발표되었다. SM 엔터테인먼트는 이번 그의 싱글 앨범은 SM과 전혀 협의되지 않았다고 밝혀 논란이 되고 있다.
8월 24일, 타오는 앞서 크리스, 루한과 같은 변호사를 통해서 소속사 SM 엔터테인먼트를 상대로 전속계약부존재확인 소송을 제기했다. 한편 EXO는 한국 최초로 고척 스카이돔에서 공연을 하며 많은 팬들의 호응을 이끌어 내었고, 팬들과 소통하는 시간을 가졌다. 또한, 이 공연에서 EXO는 전 좌석 매진이라는 기록을 세웠다.
11월 4일, EXO는 《LOVE ME RIGHT ~ romantic universe ~ 》으로 일본에 데뷔를 하였고, 동시에 일본의 도쿄 돔, 쿄세라 돔에서 단독 콘서트를 하였다. 첫 일본 음반으로 일본의 유명 음원 차트에서 1위를 하며 EXO는 또 한번 자신들의 기록을 세웠다.
12월 10일, EXO는 겨울 스페셜 앨범 《SING FOR YOU》를 발매하였다. EXO는 앨범을 발매 한 날 잠실 롯데월드에서 쇼케이스를 개최하였고, 쇼케이스는 네이버 V앱을 통하여 생중계되었다. EXO의 쇼케이스를 생방송으로 시청한 인원 수는 약 138만명이었다. EXO는 V앱에 EXO채널을 오픈 한 후 23일 만에 팔로우 수가 100만명을 돌파하였고, 이것은 네이버 V앱 사상 최단 기간이었다. EXO는 《SING FOR YOU》음반으로 또 하나의 기록을 세웠다. 《SING FOR YOU》는 2015년 12월 16일 기준 초동 판매량(음반 발매 첫 주의 판매량이며 예약판매량은 포함되지 않는다) 27만장을 돌파하였다. 《SING FOR YOU》전의 초동 판매량 1위는 EXO의 《EXODUS》로, 26만장이 넘는 초동 판매량을 기록하였다.

### 2016년

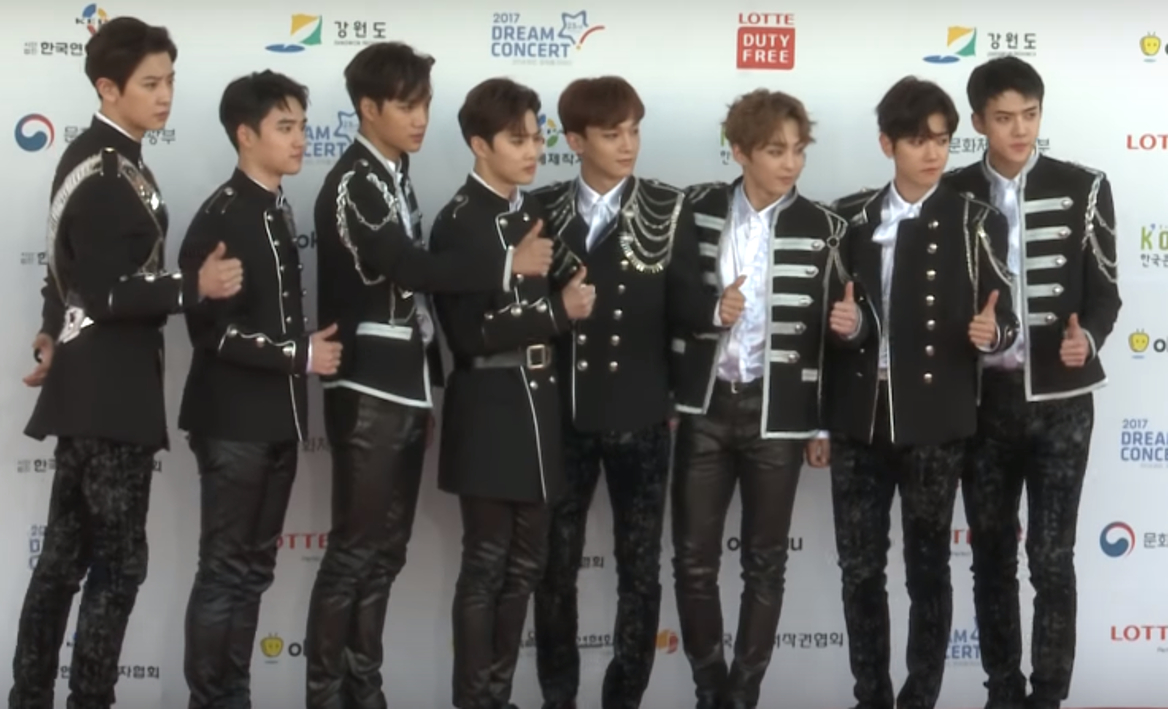
2017년 6월 3일 드림콘서트에서 EXO

1월 7일, 백현은 미쓰에이 수지와의 듀엣 싱글 《Dream》이 발표 되었다.
1월 14일, 서울가요대상에서 최초로 3년 연속 대상을 수상하였다.
1월 21일 골든디스크에서는 음반부문 대상을 3년 연속 수상하였다.
2월에 EXO는 댈러스, 밴쿠버, 로스 앤젤레스, 시카고, 뉴욕등 총 5개 도시에서 'EXO PLANET #2 - The EXO'luXion -' 북미 투어를 했다. 2016년 초, EXO는 포브스 코리아에서 발표한 2015년 가장 강력한 유명 인사로 분류했다고 밝혀졌다.
4월에 EXO는 일본 앨범 《LOVE ME RIGHT - romantic universe》를 출시했다고 발표했다.
6월 9일, 6개월만에 정규 3집 《EX`ACT》로 컴백하였다. 더블 타이틀 곡 "Monster"와 "Lucky One"으로 활동이 종료되었다.
7월 21일, SM엔터테인먼트와 소송을 진행 중이던 크리스와 루한이 합의를 하여 그룹에서 완전히 탈퇴하였다. 하지만 탈퇴 멤버 세 명뿐 아니라 이들의 이탈과 관련된 업체들에게 대상으로 중화권 현지 법원에서 열네 건의 소송도 현재 진행 중이다.
8월 18일, 리패키지 앨범 《LOTTO》로 컴백하였다. 타이틀 곡 "Lotto"를 포함한 신곡 4개와 정규 3집 타이틀곡과 수록곡 모두가 수록 되었다. 공식적으로는 19일부터 활동하였으며, MBC와 KBS에서는 상업성 논란으로 타이틀 곡의 제목을 "Lotto"가 아닌 "Louder"로 바꾸어 방송한다.
8월 25일, 드라마 《달의연인 보보경심 려》의 OST "너를 위해"를 발매하였고. 첸, 백현, 시우민이 참여하였다. 이는 새로운 유닛이 나올 것이라는 것을 잠재적으로 발표한 셈이었다.
9월 17일, MBC 《무한도전》을 통해 EXO와 유재석의 콜라보가 성사되었다. 타이틀 곡은 《Dancing King》으로, 오후 8시에 음원이 발매되었다.
10월 7일, 레이의 첫 번째 싱글 《what U need?》가 발매되었다.
10월 28일, 레이의 솔로 1집 앨범 《LOSE CONTROL》이 발매되었다.
10월 31일, 멤버 첸, 백현, 시우민이 EXO-CBX 멤버로 데뷔하여 "Hey Mama!"로 첫 유닛 활동을 하였다.
11월 19일, 오후 19시에 멜론 뮤직 어워드에 참석하여 올해의 아티스트상 등 5개의 상을 수상하였다.
12월 2일, 오후 20시에 Mnet 아시안 뮤직 어워드에 참석하여 4연속 대상을 수상하였다.
12월 19일, EXO는 겨울 스페셜 앨범 《For Life》를 발매하였다.

### 2017년
1월 14일, 오후 5시에 골든디스크 시상식에서 골든디스크 역사상 최초로 4년 연속 음반부문 대상을 수상했다. 또한 같은 해 1월 19일 오후 7시에 서울가요대상에 참석하여 4연속 대상을 수상했다. 또한 4월 25일 13시 경에는 EXO의 공식 팬 클럽 EXO-L의 가입자 수가 400만명이 되었다.
EXO는 5년 연속 대상을 수상하였으며, 2013년부터 현재까지 총 23개의 대상을 수상함으로써 대한민국 가요계 최다 대상 수상자가 되었다. 또한 모든 시상식에서 대상을 수상하여 최초 '트리플 그랜드 슬램'이라는 기록도 함께 수록하였다. 이외의 기록으로는 '2016 빌보드에서 선정한 최고의 노래 20'에 아시아 가수로는 유일하게 이름을 올렸고, 2016년 전 세계 초동 앨범 판매량 TOP 10에서 6일차의 기록에도 불구하고 4위(52만 장)에 안착, 전 세계 콘서트표 매진 최단시간기록 (1.47초), 아이돌 최초 쿼드러플 밀리언셀러 등극, 세계그룹가수 음반판매량 5위권 진입, 《EX'ACT》 앨범 역대 최초로 초동 하프밀리언 달성, MAMA 최다 대상 수상자로 기네스북 등재, 국내 음악방송 통산 100회 이상 1위 (음악방송 최다 1위 수상), 버즈량 최초 13주 연속 1위 (최장 1위), 3세대 아이돌 최초 잠실 주경기장 단독콘서트 개최, 앨범판매량 총합 900만장 육박, 대한민국의 각종 음악 계열 교과서 탑재 등이 있으며, 2018년 평창 동계올림픽 폐막식 무대에서 K팝 가수를 대표해 공연을 하였다.
7월 18일 정규 앨범 4집 《THE WAR》의 타이틀곡 "Ko Ko Bop"으로 7개월만에 컴백하였다. 그러나 중국인 멤버 레이는 중국 현지 활동으로 인해 결국 팀 활동에세 제외하면서 8인 체제으로 일시적으로 재편 되었다. 같은 해 7월 22일에는 JTBC 《아는 형님》에 출연하였다. 7월 24일 EXO 정규 4집 《THE WAR》은 오후 6시 경 6일만에 하프밀리언을 달성했다. 선주문 80만 장, 아이돌그룹 음반 초동 60만 장 판매를 달성하였다. 8월 14일 EXO 정규 4집 《THE WAR》  출시 24일 만에 101만장(11일 기준)의 판매고를 기록하면서 쿼드러플 밀리언셀러의 탄생을 알렸다. 9월 5일 리패키지 앨범 《THE WAR: The Power of Music》으로 컴백했다.
9월 15일 롯데 패밀리 콘서트에 참여하여 공연을 하였다. 9월 20일 제 1회 소리바다 시상식에서 대상을 받았다. 9월 30일에는 SBS 《박진영의 파티피플》에 출연하여 톱 아이돌로 살아가는 것에 대한 고충을 털어놓았다.
10월 7일, 레이의 두 번째 솔로 앨범 《LAY 02 SHEEP》이 발매되었다. 10월 25일, EXO의 세 번째 단독 콘서트 앙코르 공연 'EXO PLANET #3 - The EXO'rDIUM[dot] -' 화보집 및 라이브 앨범 패키지가 출시되었다.
11월 3일, 제 8회 대한민국 대중문화예술상에서 국무총리 표창을 수여 받았다. 11월 15일 제 2회 아시아 아티스트 어워즈에 참석해 2년 연속 대상을 받았다. 12월 1일 제 19회 Mnet 아시안 뮤직 어워드에 참석해 5년 연속으로 올해의 앨범상을 수상하는 대기록을 세웠다. 12월 2일 제 9회 멜론 뮤직 어워드에서 올해의 아티스트상을 수상하였다.
12월 26일, 오후 18시에 겨울 스페셜 앨범 《Universe》를 발매하였다.

### 2018년
1월 11일, EXO는 제 32회 골든디스크 시상식에 참석해 음반 본상과 글로벌 인기상, 지니뮤직 인기상, Ceci 아시아 아이콘상 등 4개의 상을 수상하였다.
1월 25일, 제 27회 하이원 서울가요대상에 참석하지는 못했지만 본상과 한류특별상, 팬덤스쿨상을 차지하며 5년 연속 3관왕의 자리에 올랐다.
1월 31일, 일본 정규 1집 앨범 《COUNTDOWN》이 발매되었다.
2월 14일, 제 7회 가온 차트 K-POP 어워드에서 데뷔 이래 처음으로 올해의 가수상 디지털 음원 부문(7월)을 수상했다.
2월 25일, 평창 동계올림픽 폐막식이 진행된 가운데 EXO가 "으르렁", "Power" 등의 노래로 공연하였다.
3월 16일, SM ENT외의 전속계약 해지 소송을 진행 중이던 타오가 대법원에서 패소하여 그룹에서 완전히 탈퇴하였다. 이로서 탈퇴 멤버 셋은 모두 SM으로 돌아오고 계약 기간은 2022년까지이다.
4월 10일, EXO-CBX의 두 번째 미니앨범 《Blooming Days》가 발매되었다.
10월 19일, 레이의 첫 번째 정규앨범 《NAMANANA》가 발매되었다.
11월 2일, 정규 5집 앨범 《DON'T MESS UP MY TEMPO》으로 컴백하였다. 중국어 버전에는 레이도 참여했지만 중국 활동 관계로 방송 활동은 불참하며 8인조로 활동했다.
12월 13일, 리패키지 앨범 《LOVE SHOT》으로 또 다시 컴백을 하였다.
12월 22일, JTBC 《아는형님》에 두번째로 출연하였다.

### 2019년
1월 30일, EXO의 네 번째 단독 콘서트 앙코르 공연 'EXO PLANET #4 - The EℓyXiOn[dot] -' 화보 집 및 라이브 앨범 패키지 가 출시되었다.
2월 20일, EXO의 사다리타고 세계여행이 시작되었다.
4월 1일, 멤버 첸 솔로데뷔. 미니1집 사월, 그리고 꽃 발매. 타이틀곡 '사월이 지나면 우리 헤어져요' 음원차트 1위 석권.
4월 24일, EXO의 사다리타고 세계여행이 끝났다.
5월 4일, 멤버 시우민이 입대 3일 전 첫 단독 팬미팅 "슈윗 타임"을 진행했다.
5월 7일, 멤버 시우민이 제일 먼저 첫 번째로 현역 입대를 했다.
6월 5일, 찬열과 세훈이 EXO의 새로운 유닛이자 첫 듀오 조합으로 7월 중 앨범을 발매한다는 기사가 나왔다. (힙합그룹 EXO-SC을 결성)
6월 28일, 공식 유닛명과 함께 앨범 발매일이 공개되었다. 세훈&찬열(EXO-SC)의 첫 번째 미니앨범 'What a life'는 7월 22일 발매되며, 다양한 분위기의 6곡이 수록되었다고 한다. 예약 판매는 28일부터 시작되며 Y, P, G 3가지 버전으로 출시된다.
7월 1일, 멤버 디오가 두 번째로 현역 입대를 했다.
7월 10일, 멤버 백현이 솔로 앨범을 발매. 타이틀곡 'UN Village'로 화려하게 솔로 데뷔, 앨범 발매 하루만에 역대 솔로가수 앨범 초동 판매량 1위를 기록하며 총 판매량 50만장을 넘겨 하프 밀리언셀러에 등극했다.
7월 13일, 찬열과 세훈이 MBC 마이 리틀 텔레비전 V2 MLT-209 생방송에 출연했다. 본방송은 7월 26일과 8월 2일에 방송 되었다.
7월 19일, 데뷔 앨범 발표에 앞서 EXO PLANET #5 - EXplOration에서 'What a life'와 '부르면 돼 (Closer to you)'를 최초 공개했다.
7월 20일, 트리플 타이틀곡 중 하나인 '있어 희미하게 (Just us 2)'의 뮤직비디오가 공개되었다.
7월 22일, 0시에 'What a life' 뮤직비디오가 공개되었다.
9월 24일, 0시에 첸의 솔로 2집 메들리 영상이 첫 공개되었다. 그 날 6시에 앨범이 공개되었다.
11월 27일, 정규 6집 앨범 《OBSESSION》으로 컴백하였다. 이번에는 현역병으로 군 복무를 하고 있는 시우민와 디오 그리고 중국 현지 활동 전념하고 있는 레이를 제외한 6인조로 활동했다.
12월 4일 MBC의 라디오스타에 처음으로 전체 출연을 했다. 이 날 라디오스타 3번째 출연인 첸이 스페셜 MC를 맡았다.
12월 7일 JTBC의 《아는형님》에 세번째로 출연하였다.

### 2020년
1월 1일 연말 콘서트 뒤풀이를 인스타그램 라이브로 공개하면서 팬들에게 새해 인사를 했다.
1월 8일 제9회 가온차트 뮤직 어워즈에서 올해의 가수상 피지컬 앨범 4분기 부문과 카트 셀러에서 수상해 2관왕에 올랐다. 멤버들은 영상으로 수상 소감을 전했다.
1월 16일 미국 아이하트 라디오(iHeartRadio)와의 인터뷰 영상이 공개됐다.
5월 14일, 멤버 수호가 세 번째로 공익 입대를 했다.
10월 26일, 멤버 첸이 네 번째으로 현역 입대를 했다.
11월 30일, 멤버 카이가 첫 번째 미니앨범 《KAI》의 타이틀 곡 ‘음 (Mmmh)'으로  첫 솔로 데뷔를 했다.
12월 6일, 멤버 시우민이 첫 번째로 전역 했다.

### 2021년
1월 25일, 멤버 디오가 두 번째로 전역 했다.
3월 29일, 멤버 찬열이 다섯 번째로 현역 입대를 했다.
3월 30일, 멤버 백현이 솔로 세 번째 미니앨범 《Bambi》로 컴백했다. 한터차트 기준 발매 후 일주일동안 음반 판매량 86만 8천장을 돌파하며, 역대 솔로 가수 발매 첫 주 판매량 최고를 기록했다.
5월 6일, 멤버 백현이 여섯 번째로 공익 입대 했다.
6월 7일, 스페셜 앨범 《DON'T FIGHT THE FEELING》을 발매하였다.
작년에 군입대를 한 수호, 첸는 빠지고 오랜만에 멤버 레이를 포함한 7인체제로 컴백한다.
7월 26일, 멤버 디오가 솔로 첫번째 미니 앨범 《ROSE》 발매하였다.
11월 30일, 멤버 카이가 솔로 두번째 미니 앨범 《Peaches》 발매하며 컴백을 하였다.

### 2022년
2월 13일, 멤버 수호가 세 번째로 전역 했다.
4월 4일, 멤버 수호가 솔로 두번째 미니 앨범 《Grey Suit》 발매하며 컴백을 하였다.
4월 8일, 군입대를 한 멤버 백현, 첸, 찬열을 제외한 5명에서 EXO의 사다리타고 세계여행이 방영중이다.
4월 8일, 멤버 레이가 소속사 SM엔터테인먼트와 계약만료를 하며 팀에서 탈퇴했다.
4월 25일, 멤버 첸이 네 번째로 전역 했다.
5월 20일, EXO의 사다리타고 세계여행이 끝났다.
9월 26일, 멤버 시우민가 솔로 첫번째 미니 앨범 《Brand New》 발매하였다
9월 28일, 맴버 찬열 이 다섯 번째로 전역 했다.

### 2023년
2월 5일, 멤버 백현이 여섯 번째로 전역 했다.
3월 13일, 멤버 카이가 솔로 세번째 미니 앨범 《Rover》 발매하며 컴백을 하였다.
2023년 데뷔 11주년을 맞아 완전체 앨범을 준비 중이었으나 5월 3일 공지를 통해 최근 병무청 규정 변경으로 카이가 5월 11일 입대해 사회복무요원으로 복무할 예정이라고 밝혔다. 이에 따라 4년만의 완전체 활동은 무산되었으며 7인체제로 컴백 할 예정이다.
5월 11일, 멤버 카이는 일곱 번째로 공익 입대 했다.
6월 1일, 멤버 시우민, 백현, 첸은 노예 계약으로 3인의 소속사인 SM 엔터테인먼트를 상대로 계약 해지 통보를 했다. 소속사 측에서는 빅플래닛메이드엔터에서 불순한 마음으로 멤버들에게 접근 했다며 내용 증명서를 보냈다. 2일, 5월 11일에 군대에 입대한 카이에 이어 멤버중에 시우민 백현, 첸의 3인의 소속사인 SM 엔터테인먼트를 상대로 계약 해지 통보에도 7인 체제로 뮤비 촬영이 있을 예정이다.
6월 12일, 정규 7집 선공개곡 "Let Me In" 음원을 발매하였다.
6월 19일, 멤버 시우민, 백현, 첸은 소속사와 논의 끝에 소속사와 계약을 유지하기로 밝혔다.
6월 30일, 정규 7집 두번째 선공개곡 "Hear Me Out" 음원을 발매하였다.
7월 10일, 정규 7집 《EXIST》앨범 완전체로 컴백하였다. 멤버 카이를 제외한 7인 체제로 활동한다.
8월 11일, 군입대를 한 멤버 카이을 제외한 7명에서 EXO의 사다리타고 세계여행이 방영 중이다.
11월 초, 멤버 디오는 소속사 SM엔터테인먼트와 계약 만료 된 후 데뷔 때 함께한 매니저와 함께 새로운 소속사 컴퍼니수수로 이적하였다. 팀 활동을 계속 이어 나간다.
12월, 댄스 챌린지를 통해 10년 전 발매한 곡인 "첫 눈"이 역주행하여 음원 차트에서 1위까지 하기 시작했다.
12월 21일, 멤버 세훈는 마지막으로 공익 입대 했다.
12월 29일, "첫 눈"으로 뮤직뱅크 K-Chart 1위를 하였다.

### 2024년
1월 8일, 멤버 백현는 소속사 아이앤비100를 설립하고 이적하였으며 시우민과 첸 역시 같이 이적하였다. 팀 활동을 계속 이어나간다.

### 2025년
2월 10일, 멤버 카이가 일곱 번째로 전역 했다.

## 구성원
- 카이&&수호&찬열&디오&세훈
- 시우민&백현&첸

### 이전 구성원
- 루한&황쯔타오&레이